# T. J. Warren
Pour les articles homonymes, voir Warren.
Anthony "T. J." Warren Jr., né le 5 septembre 1993 à Durham en Caroline du Nord, est un joueur américain de basket-ball. Il mesure 2,01 m et évolue au poste d'ailier voire d'ailier fort.

## Biographie
Il côtoie David West depuis l'âge de 10 ans dans un centre de formation de basket-ball en Caroline du Nord.

### Carrière universitaire
En 2012, il rejoint le Wolfpack de North Carolina State en NCAA.
Il termine la saison 2013-2014, troisième meilleur marqueur de la saison en NCAA.
Le 11 mars, il est désigne meilleur joueur de l'ACC.
Le 24 mars, il annonce qu'il se présente à la draft 2014 de la NBA.

### Carrière professionnelle

#### Suns de Phoenix (2014-2019)
Lors de la draft 2014 de la NBA, le 26 juin 2014, il est sélectionné en 14e position par les Suns de Phoenix. Il est considéré comme le meilleur attaquant de cette draft par David West qui le connaît depuis qu'il a dix ans
Le 12 juillet, Warren fait ses débuts en Summer League, il marque 22 points et prend 4 rebonds dans la défaite des siens 72 à 74 contre les Warriors de Golden State. Le 15 juillet, il marque 28 points (à 12 sur 22 aux tirs) et prend 11 rebonds lors de la victoire des siens contre les Sixers de Philadelphie. Le 8 août 2014, il signe officiellement avec les Suns. Le 21 octobre 2014, Warren se fait une petite fissure à un os du pouce gauche ce qui l'éloigne des parquets durant quelques jours. Le 9 novembre 2014, il est de retour de blessure et fait ses débuts en NBA contre les Warriors de Golden State. Dans ce match, il ne marque aucun point en étant rentré un peu plus d'une minute et son équipe s'impose 107 à 95. Le 17 novembre, il marque ses premiers points et prend ses premiers rebonds avec respectivement sept et trois dans la victoire des Suns 118 à 114 contre les Celtics de Boston. Durant sa saison rookie, il est envoyé plusieurs chez le Jam de Bakersfield en D-League.
Le 11 mars 2015, Warren réalise son meilleur match de la saison en finissant avec 17 points à 8 sur 10 au tir et 5 rebonds lors de la victoire des Suns 106 à 97 contre les Timberwolves du Minnesota. Le 29 mars 2015, il bat son record de points en marquant 18 points à 8 sur 10 au tir, 5 rebonds et 2 passes décisives lors de la défaite 109 à 97 contre le Thunder d'Oklahoma City.

#### Pacers de l'Indiana (2019-2022)
Le 20 juin 2019, il est transféré aux Pacers de l'Indiana.
Le 1er août 2020, il inscrit 53 points contre les 76ers de Philadelphie, ponctué de 9 paniers à 3 points (record de franchise égalé), devenant ainsi le 4ème joueur des Pacers de l'Indiana à dépasser la barre des 50 points inscrits.
Blessé en début de saison au bout de quatre matchs et opéré d'une fracture du pied gauche en janvier, les Pacers annoncent en mars 2021 que T. J. Warren ne reviendra sur les parquets pour la fin de la saison. Il manque aussi l'intégralité de la saison 2021-2022.

#### Nets de Brooklyn (2022-2023)
Début juillet 2022, il signe pour un an aux Nets de Brooklyn.

#### Retour aux Suns (2023)
En février 2023, Kevin Durant et Warren sont envoyés chez les Suns de Phoenix contre Mikal Bridges, Cameron Johnson, Jae Crowder et plusieurs choix de drafts.

#### Timberwolves du Minnesota (2024)
Début mars 2024, il signe un contrat de dix jours avec les Timberwolves du Minnesota. Le 27 mars, il s'engage jusqu'à la fin de saison avec les Wolves.

## Palmarès
- Consensus second team All-American (2014)
- First team All-ACC (2014)
- First team All-ACC Tournament (2014)
- Joueur de l'année de l'ACC (2014)
- All-ACC Freshmen Team (2013)
- McDonald's All-American (2012)

## Statistiques

### Universitaires
Les statistiques en matchs universitaires de T. J. Warren sont les suivants :
| Saison    | Équipe         | Matchs | Titul. | Min./m | % Tir | % 3pts | % LF | Rbds/m. | Pass/m. | Int/m. | Ctr/m. | Pts/m. |
| --------- | -------------- | ------ | ------ | ------ | ----- | ------ | ---- | ------- | ------- | ------ | ------ | ------ |
| 2012-2013 | North Carolina | 35     | 14     | 27,0   | 62,2  | 51,9   | 54,2 | 4,14    | 0,80    | 1,20   | 0,43   | 12,14  |
| 2013-2014 | North Carolina | 35     | 35     | 35,4   | 52,5  | 26,7   | 69,0 | 7,14    | 1,14    | 1,80   | 0,60   | 24,89  |
| Total     | Total          | 70     | 49     | 31,2   | 55,5  | 31,5   | 65,4 | 5,64    | 0,97    | 1,50   | 0,51   | 18,51  |

### Professionnelles

#### NBA
gras = ses meilleures performances

##### Saison régulière
| Saison    | Équipe    | Matchs | Titul. | Min./m | % Tir | % 3pts | % LF | Rbds/m. | Pass/m. | Int/m. | Ctr/m. | Pts/m. |
| --------- | --------- | ------ | ------ | ------ | ----- | ------ | ---- | ------- | ------- | ------ | ------ | ------ |
| 2014-2015 | Phoenix   | 40     | 1      | 15,4   | 52,8  | 23,8   | 73,7 | 2,12    | 0,62    | 0,45   | 0,23   | 6,12   |
| 2015-2016 | Phoenix   | 47     | 4      | 22,8   | 50,1  | 40,0   | 70,3 | 3,13    | 0,94    | 0,79   | 0,34   | 10,96  |
| 2016-2017 | Phoenix   | 66     | 59     | 31,0   | 49,5  | 26,5   | 77,3 | 5,14    | 1,14    | 1,15   | 0,59   | 14,41  |
| 2017-2018 | Phoenix   | 65     | 65     | 33,0   | 49,8  | 22,2   | 75,7 | 5,12    | 1,31    | 1,00   | 0,63   | 19,55  |
| 2018-2019 | Phoenix   | 43     | 36     | 31,6   | 48,6  | 42,8   | 81,5 | 4,05    | 1,49    | 1,19   | 0,67   | 17,95  |
| 2019-2020 | Indiana   | 67     | 67     | 32,9   | 53,6  | 40,3   | 81,9 | 4,18    | 1,48    | 1,16   | 0,51   | 19,79  |
| 2020-2021 | Indiana   | 4      | 4      | 29,3   | 52,9  | 0,0    | 80,0 | 3,50    | 1,25    | 0,50   | 0,00   | 15,50  |
| 2022-2023 | Brooklyn  | 26     | 0      | 18,8   | 51,0  | 33,3   | 81,8 | 2,77    | 1,12    | 0,58   | 0,27   | 9,50   |
| 2022-2023 | Phoenix   | 16     | 0      | 12,3   | 42,9  | 31,6   | 50,0 | 3,06    | 0,69    | 0,44   | 0,31   | 4,19   |
| 2023-2024 | Minnesota | 11     | 0      | 11,3   | 43,9  | 15,4   | 75,0 | 2,00    | 0,82    | 0,36   | 0,09   | 3,73   |
| Total     | Total     | 385    | 236    | 26,9   | 50,5  | 35,1   | 78,0 | 3,94    | 1,16    | 0,92   | 0,47   | 14,28  |

##### Playoffs
| Saison | Équipe    | Matchs | Titul. | Min./m | % Tir | % 3pts | % LF  | Rbds/m. | Pass/m. | Int/m. | Ctr/m. | Pts/m. |
| ------ | --------- | ------ | ------ | ------ | ----- | ------ | ----- | ------- | ------- | ------ | ------ | ------ |
| 2020   | Indiana   | 4      | 4      | 39,1   | 47,1  | 36,8   | 100,0 | 6,25    | 3,00    | 2,25   | 0,25   | 20,00  |
| 2023   | Phoenix   | 6      | 0      | 13,4   | 31,6  | 14,3   | 75,0  | 1,20    | 0,50    | 0,20   | 0,50   | 2,70   |
| 2024   | Minnesota | 3      | 0      | 3,8    | 0,0   | 0,0    | 0,0   | 1,00    | 0,33    | 0,00   | 0,00   | 0,00   |
| Total  | Total     | 13     | 4      | 19,1   | 42,7  | 29,6   | 92,3  | 2,69    | 1,23    | 0,77   | 0,31   | 7,38   |

#### D-League
| Saison    | Équipe      | Matchs | Titul. | Min./m | % Tir | % 3pts | % LF | Rbds/m. | Pass/m. | Int/m. | Ctr/m. | Pts/m. |
| --------- | ----------- | ------ | ------ | ------ | ----- | ------ | ---- | ------- | ------- | ------ | ------ | ------ |
| 2014-2015 | Bakersfield | 9      | 9      | 35,5   | 54,4  | 28,6   | 72,9 | 7,00    | 1,56    | 1,56   | 0,56   | 26,78  |
| Total     | Total       | 9      | 9      | 35,5   | 54,4  | 28,6   | 72,9 | 7,00    | 1,56    | 1,56   | 0,56   | 26,78  |

## Records sur une rencontre en NBA
Les records personnels de T. J. Warren en NBA sont les suivants, :
| Type de statistique        | Saison régulière | Saison régulière        | Saison régulière | Playoffs | Playoffs            | Playoffs     |
| Type de statistique        | Record           | Adversaire              | Date             | Record   | Adversaire          | Date         |
| -------------------------- | ---------------- | ----------------------- | ---------------- | -------- | ------------------- | ------------ |
| Points                     | 53               | 76ers de Philadelphie   | 1er août 2020    | 23       | @ Heat de Miami     | 22 août 2020 |
| Paniers marqués            | 20               | 76ers de Philadelphie   | 1er août 2020    | 9        | Heat de Miami       | 18 août 2020 |
| Paniers tentés             | 29               | 76ers de Philadelphie   | 1er août 2020    | 18       | 2 fois              | 2 fois       |
| Paniers à 3 points réussis | 9                | 76ers de Philadelphie   | 1er août 2020    | 4        | Heat de Miami       | 18 août 2020 |
| Paniers à 3 points tentés  | 12               | 76ers de Philadelphie   | 1er août 2020    | 6        | @ Heat de Miami     | 24 août 2020 |
| Lancers francs réussis     | 10               | 2 fois                  | 2 fois           | 7        | @ Heat de Miami     | 22 août 2020 |
| Lancers francs tentés      | 12               | @ Wizards de Washington | 22 décembre 2018 | 7        | @ Heat de Miami     | 22 août 2020 |
| Rebonds offensifs          | 6                | Kings de Sacramento     | 15 mars 2017     | 2        | Heat de Miami       | 18 août 2020 |
| Rebonds défensifs          | 12               | Thunder d'Oklahoma City | 7 avril 2017     | 6        | Heat de Miami       | 18 août 2020 |
| Rebonds totaux             | 16               | Thunder d'Oklahoma City | 7 avril 2017     | 8        | Heat de Miami       | 18 août 2020 |
| Passes décisives           | 6                | 3 fois                  | 3 fois           | 4        | @ Heat de Miami     | 24 août 2020 |
| Interceptions              | 5                | 2 fois                  | 2 fois           | 5        | @ Heat de Miami     | 22 août 2020 |
| Contres                    | 4                | @ Wizards de Washington | 3 août 2020      | 2        | @ Nuggets de Denver | 9 mai 2023   |
| Balles perdues             | 6                | @ Hawks d'Atlanta       | 28 mars 2017     | 4        | @ Heat de Miami     | 24 août 2020 |
| Minutes jouées             | 53               | @ Wizards de Washington | 22 décembre 2018 | 40       | @ Heat de Miami     | 22 août 2020 |

- Double-double : 14
- Triple-double : 0

Dernière mise à jour : 5 juin 2024

## Salaires
Les gains de T. J. Warren en NBA sont les suivants :
| Saison      | Équipe                    | Salaire      |
| ----------- | ------------------------- | ------------ |
| 2014-2015   | Suns de Phoenix           | 1 953 120 $  |
| 2015-2016   | Suns de Phoenix           | 2 041 080 $  |
| 2016-2017   | Suns de Phoenix           | 2 128 920 $  |
| 2017-2018   | Suns de Phoenix           | 3 152 931 $  |
| 2018-2019   | Suns de Phoenix           | 11 750 000 $ |
| 2019-2020   | Pacers de l'Indiana       | 10 810 000 $ |
| 2020-2021   | Pacers de l'Indiana       | 12 000 000 $ |
| 2021-2022   | Pacers de l'Indiana       | 12 690 000 $ |
| 2022-2023   | Suns de Phoenix           | 1 836 090 $  |
| 2023-2024   | Timberwolves du Minnesota | 220 543 $    |
| 2023-2024   | Timberwolves du Minnesota | 116 075 $    |
| 2023-2024   | Timberwolves du Minnesota | 116 075 $    |
| Total Gains | Total Gains               | 58 814 834 $ |